# Stenichneumon flavolineatus
Stenichneumon flavolineatus är en stekelart som beskrevs av Tohru Uchida 1926. Stenichneumon flavolineatus ingår i släktet Stenichneumon och familjen brokparasitsteklar. Inga underarter finns listade i Catalogue of Life.